# Levél (település)

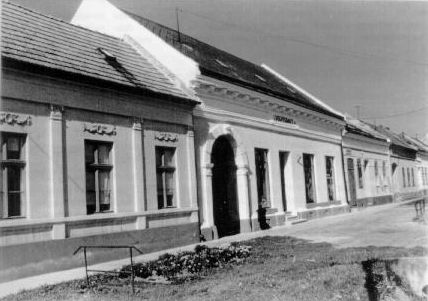
A Fő utca sváb módú beépítése

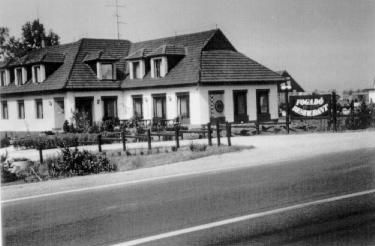
A Kerék fogadó

Levél (németül: Kaltenstein, horvátul: Kajtištan, Klatšajna) község Győr-Moson-Sopron vármegyében, a Mosonmagyaróvári járásban található.

## Elnevezései
A település német neve Kaltenstein. Horvátul két neve van. A bezenyeiek Kajtištan-nak, a kimleiek Klatšajna-nak hívták.

## Fekvése
Az ország észak-északnyugati széle közelében fekszik, az osztrák határtól 7, a szlovák határtól 17 kilométerre. A közvetlenül szomszédos települések: észak felől Bezenye, kelet felől Mosonmagyaróvár, dél felől Mosonszolnok, nyugat-északnyugat felől pedig Hegyeshalom.

### Megközelítése
Legfontosabb közúti elérési útvonala az 1-es főút, ezen érhető el az ország távolabbi részei felől. Itt van az M1-es és az M15-ös autópályák találkozási pontja is, 1995 októbere óta. A községtől északra kiépült csomópont mindkét irányban jó közúti kapcsolatot biztosít.
A Budapest-Bécs közötti vasúti fővonalon személyforgalmi megállóhely, míg az 5 km-re lévő hegyeshalmi vasúti csomópont nemzetközi személy-, és teherforgalmi kapcsolatban van Nyugat-Európával.
Kerékpárral a hegyeshalmi, rajkai határállomásnál lehet a nemzetközi kerékpárutakhoz kapcsolódni. A község É-ÉNy-i határában lévő M1-es (Bécs) és az épülő M15-ös autópályák (Pozsony) és ezek csomópontjai, jó közúti, a Budapest-Bécs és a Rajka-Pozsony villamosított vasúti fővonal jó vasúti közlekedési kapcsolatot biztosít Nyugat-Európa felé. Itt bonyolódik le hazánk turizmusának és áruszállításának legjelentősebb része.
A településen található egy Tesco is.

## Története
Első írásos, német nyelvű említése 1410-ből „Kalthostan” formában fordul elő. A magyar névvel először az 1532. évi adóösszeíráskor találkozhattunk. A hagyományok szerint neve a – Lövér – a besenyő gyepűőrök (határőrök), íjászok emlékét őrzi. Későbbi lakói a magyaróvári vár szekeresei, futárai és postásai voltak. A törökök 1529-es ostromakor a környék elnéptelenedett. I. Miksa császár 1570 körül württembergi szászokat, németnyelvü katolikus etnikumot telepített le.
A békés korok beköszöntésekor 1711 után a lakosság száma nőtt, fejlődött a földművelés és az állattenyésztés. Terjedt a birkatenyésztés, a méhészkedés és a szőlőkultúra. A legnagyobb birtokosok ez idő tájt a Zichy grófok. II. József türelmi rendeletével Hegyeshalom és Levél közös egyházközséget alkotott. Az ágostai evangélikus egyházközség 1789-ben épített templomot.
Az 1809-es francia megszállás is súlyos terhet rótt az itt élőkre. A 19. század első harmadában a Lajta folyó árvizei, a betegséget terjesztő járványok és a mindent elhamvasztó tűzvészek okoztak károkat.
Az 1867-es kiegyezés pozitív változásokat hozott. Az eddigi kisközség 1899-ben nagyközség lett. Lakossága a századfordulóra elérte a másfélezres lélekszámot. Sorban alakultak a különféle társadalmi szervezetek. Kiemelkedő volt a földművelés és az állattenyésztés felvirágoztatása. 1900-ban alakult meg a Tejszövetkezet. Úttörő szerepe volt Ujhelyi Imre akadémiai tanárnak. Vezetésével honosították meg a siementhali szarvasmarhafajta nagyméretű tenyésztését, s ezzel tett szert Levél nemzetközi hírnévre.
Az első világháború után a '20-as évek közepére állt talpra a falu. 1926-ban megindult a község villamosítása, melyet a következő évben be is fejeztek. A gazdák gyümölcsöst telepítettek, fellendült a gabonatermelés. A megnövekedett jövedelmekből kulturális célokra is juttattak.
A világgazdasági válság súlyos gondokat okozott. A gazdák megtagadták az adófizetést, ezért az önkormányzatot 1934-ig felfüggesztették. A második világháborúban a rekvirálások során mind a német, mind az orosz katonák kifosztották a falut, az állatállomány nagy részét elhajtották. A háború után a német ajkú lakosság zömét kitelepítették. A kitelepítettek helyére az ország több vidékéről, Erdélyből, és a csehszlovák–magyar lakosságcsere keretében a Felvidékről érkeztek telepesek.
A szövetkezetesítés során több szövetkezeti csoport is alakult, majd az idők folyamán változtak összeolvadtak, szétváltak. Napjainkban a szövetkezetek átalakulása és a kárpótlási eljárás alakítja a mezőgazdaságot. A '60-as, '70-es és '80-as években ismét fejlődésnek indult a falu. Szilárd burkolatú utak, vízmű épül, megindult az autóbusz közlekedés.
A '80-as években új utcák nyíltak, az idegenforgalom is fejlődést mutatott. Több vállalkozás is beindult (például EXPO falu, üzemanyag-kutak, panziók, butikok, üzletek. stb.). A vendégforgalom növekedésével a községben többen foglalkoznak a fizetővendéglátással Így község komoly idegenforgalmi megállóhellyé vált. A faluhoz közel két természetvédelmi terület: a Szigetköz, és a Hanság szép természeti környezete és sokszínű gazdag vízi-, növény-, és állatvilága, termál és gyógyvizű fürdők, műemléki látnivalók, horgászati, vadászati és lovaglási lehetőségek nyújtanak vonzerőt, valamint pihenési , szórakozási és vásárlási lehetőséget. Ezenkívül lehetséges lenne a Fertő tó körüli kerékpáros úthoz való csatlakozás is !
A község É-ÉNy-i határában lévő M-1-es (Bécs) és az M-15-ös (Pozsony) autópályák és ezek csomópontjai, jó közúti, a Budapest–Bécs és a Rajka-Pozsony villamosított vasúti fővonal jó vasúti közlekedési kapcsolatot biztosít Nyugat-Európa felé. Itt bonyolódik le hazánk idegenforgalmának és áruszállításának legjelentősebb része.

## Közélete

### Polgármesterei
- 1990–1994: Papp Zoltán (független)[5]
- 1994–1998: Papp Zoltán (független)[6]
- 1998–2002: Rosenberger András (független)[7]
- 2002–2006: Rosenberger András (független)[8]
- 2006–2010: Papp Zoltán (független)[9]
- 2010–2014: Kiss Béla (független)[10]
- 2014–2019: Kiss Béla (független)[11]
- 2019–2024: Kiss Béla (független)[12]
- 2024– : Kiss Béla (független)[1]

## Népesség
A település népességének változása:
| Lakosok száma | 1785 | 1785 | 1811 | 2201 | 2250 | 2316 | 2583 |
|               | 2013 | 2014 | 2015 | 2021 | 2022 | 2023 | 2024 |

A 2011-es népszámlálás során a lakosok 81,2%-a magyarnak, 5,1% németnek, 0,8% románnak, 0,2% szerbnek, 3,3% szlováknak mondta magát (15,8% nem nyilatkozott; a kettős identitások miatt a végösszeg nagyobb lehet 100%-nál). A vallási megoszlás a következő volt: római katolikus 39,5%, református 8%, evangélikus 4%, görögkatolikus 0,3%, izraelita 0,1%, felekezeten kívüli 13,3% (33,9% nem nyilatkozott).
2022-ben a lakosság 83,3%-a vallotta magát magyarnak, 8% szlováknak, 3,9% németnek, 0,3% ukránnak, 0,2% cigánynak, 0,2% románnak, 0,2% horvátnak, 2,3% egyéb, nem hazai nemzetiségűnek (9,3% nem nyilatkozott; a kettős identitások miatt a végösszeg nagyobb lehet 100%-nál). Vallásuk szerint 29% volt római katolikus, 5,7% református, 2,7% evangélikus, 0,5% görög katolikus, 0,2% ortodox, 0,8% egyéb keresztény, 0,8% egyéb katolikus, 15,5% felekezeten kívüli (44,5% nem válaszolt).

## Nevezetességei
- az „EXPO” falu,
- katolikus templom (Samodai József festette a templom képeit)
- evangélikus templom,
- a védett zárt soros beépítésű Fö utcája,
- Gyermekönkormányzata.

## Partnertelepülései
- Nyulas (Jois), Ausztria (1999)
- Ekecs (Okoč), Szlovákia (2007[15])